# 拉妮·穆科吉
拉妮·穆科吉（1978年3月21日—）是印度女演員，生于寶萊塢導演的家庭。 拉妮贏得過很多寶萊塢的電影獎項。
在2007年的國際婦女節，印度的《電影觀眾》雜誌將她評為歷來第三位最受歡迎的女演員，前二名分別為瑪都麗·迪西特和納吉斯所獲得。

## 電影事業
拉妮1996年初登影壇，處女作為：《Raja Ki Aayegi Baraat》。1998年她因為在卡蘭·喬哈導演的影片《愛情的證明》（Kuch Kuch Hota Hai）中表演出色而獲得《印度電影觀眾──最佳女配角獎》。
以後她多次擔當影片的女主角或配角，成績卓然。1998年顯然是她迄今最為成功的一年，憑藉在影片《Hum Tum》和《Yuva》中的出色表演，她破天荒獲得了同年的最佳女主角獎和女配角獎。
2005年，她在影片《黑暗（Black）》中扮演一位雙目失明的倔強女子，又為廣大觀眾留下極深刻的印象，她第二度獲得印度影后殊榮。也奠定了她在寶萊塢影壇上的「大姐級」地位。

## 巡迴演出
1999年，拉妮參加：《寶萊塢五傑世界大巡演》──五傑是：她自己、Aamir Khan、Aishwarya Rai、Akshaye Khanna和Twinkle Khanna。世界觀眾得以了解她們的藝術。
五年之後，《2004年誘惑》世界大巡演，拉妮又赫然在列，這一次她同Shahrukh Khan、Saif Ali Khan、Preity Zinta、Arjun Rampal、Priyanka Chopra等人一道在世界十九個城市登臺演出。

## 個人生活
拉妮出生於印度西孟加拉邦一個導演家庭，她的父親蘭姆·穆科吉（Ram Mukherjee）是瑪拉亞製片公司（Filmalaya Studios）的創始人，現已退休。她的母親克麗詩娜（Krishna）是一個歌手。她的哥哥拉賈·穆科吉（Raja Mukherjee）是一個製片人、導演。近來拉妮有時幫助哥哥創辦電視劇錄制場。她還有其他親戚如卡約兒活躍在寶萊塢的銀幕上。
拉妮很小就開始接受舞蹈訓練，她初中就讀曼尼克吉－庫柏中學（Maneckji Cooper High School），後來到了孟買入讀米迪拜中學（Mithibai College）並在那裡開始了她的演藝事業。
喜歡發佈閑言的娛樂雜誌總把拉妮同一些走紅的男星扯到一起，又有一些小報道說她經常玩弄某些男星的感情，但是拉妮對此類報道一概否認。
現在拉妮多數時間居住在孟買，她曾在2005年為父母在家鄉西孟加拉邦買下一棟房屋，並花兩年時間裝修它。2007年她自己也在同一地買下另一棟房屋。
2014年4月21日，拉妮和印度知名導演阿迪蒂亚·乔普拉在意大利舉行私人婚禮。2015年12月9日，她在孟買誕下女兒，取名Adira。

## 圍繞拉妮的爭議
2005年，拉妮在一次會見媒體面談中提到她最仰慕的人是阿道夫·希特勒。可想而知引起輿論大嘩，事後她矢口否認曾提到希特勒的名字。
2006年，在一次拍攝中有一些影迷受到保安人員的毆打，傳媒職責拉妮沒有及時制止保安，她事後對此公開道歉。

## 榮譽
2006年2月，拉妮連續第二年被《電影觀眾雜誌》 評為寶萊塢「十大最有影響力」的人物，當年她是榜上唯一的女明星。2007年她第三度上榜，名次晉為第五。
近年許多印、歐電影雜誌評選她為「亞洲最性感的女性」、「寶萊塢最美麗的女演員」、「寶萊塢最佳服飾的女演員」、「千百張臉的女性（Women of Many Faces）」。
2005年，巴基斯坦總統穆沙拉夫將軍訪問印度，因為她是總統最喜愛的寶萊塢影星，所以被邀請出席曼莫漢·辛格總統所主持的歡迎晚宴。

## 外部連結
- 拉妮·穆科吉（Rani Mukerji）在互联网电影资料库（IMDb）上的資料（英文）